# Боа (мать Филетера)
Боа (др.-греч. Βόα; IV—III века до н. э.) — мать основателя Пергамской династии Атталидов Филетера

## Биография
Боа была родом из Пафлагонии. Афиней со ссылкой на «Исторические записки» Каристия сообщает, что она была гетерой и флейтисткой. Некоторые исследователи, например, Генрих Штоль, считают это выдумкой недругов Атталидов.
Боа вышла замуж за Аттала, по всей видимости, имевшего македонское или греческое происхождение. В этом браке родились Филетер, ставший первым правителем эллинистического Пергама, а также Эвмен и Аттал.
По замечанию Климова О. Ю., все представители династии Атталидов подчеркивали свое уважительное отношение к матерям и супругам. Так на средства Филетера и его брата Эвмена в Пергаме был воздвигнут храм Деметры с посвятительной надписью в честь Боа.